# Vielfleck-Anglerfisch
Vielfleck-Anglerfisch (Antennarius multiocellatus), auch Karibischer Augenfleck-Angler genannt, ist ein 24 Zentimeter lang werdender Vertreter der Anglerfische (Antennariidae). Er gehört zu einer Gruppe nah verwandter Arten um den Gemalten Anglerfisch (Antennarius pictus).

## Merkmale
Der Vielfleck-Anglerfisch ist hochrückiger als die meisten seiner Verwandten. Er kann von brauner, gelber, roter, oranger oder rosa Farbe sein. Vielfleck-Anglerfisch ahmen in ihrer Gestalt und Farbe Schwämme nach. Dunkle Flecken auf der Seite und der Rückenflosse erinnern an die Ausströmöffnungen der Schwämme. Fast immer gibt es drei versetzte schwarze Flecken auf der Schwanzflosse. Wie andere Anglerfische auch, können sie die Farbe wechseln. Der zweite Rückenflossenstachel ist von einer dicken Haut überzogen und bildet mit dieser einen großen Kopfbuckel.

## Verbreitung
Die Fische leben im westlichen Atlantik, von den Bermudas, den Bahamas, der Küste Floridas, in der Karibik bis an die Küste Mittelamerikas, Kolumbiens, Venezuelas und entlang der Küste Brasiliens bis nach Salvador. Eine isolierte Population besteht bei der Insel Ascension im zentralen Südatlantik. Vielfleck-Anglerfisch halten sich in Tiefen von einem bis 65 Metern immer in der Nähe von Schwämmen auf.